# Podoštra
Podoštra, nekadašnja Oštra, je naselje u Republici Hrvatskoj, u sastavu Grada Gospića u Ličko-senjskoj županiji. 

## Zemljopis
Podoštra je udaljena 3,5 km od Gospića, nalazi se na 500 metara nadmorske visine i prostire se na površini od 4,67 km².

## Stanovništvo
Prema popisu stanovništva iz 2001. godine, naselje je imalo 212 stanovnika te 72 obiteljskih kućanstava.

Prema popisu stanovništva 2011. godine naselje je imalo 186 stanovnika.
| broj stanovnika | 430   | 383   | 359   | 381   | 436   | 398   | 427   | 425   | 436   | 361   | 336   | 282   | 263   | 233   | 212   | 177   | 160   |
|                 | 1857. | 1869. | 1880. | 1890. | 1900. | 1910. | 1921. | 1931. | 1948. | 1953. | 1961. | 1971. | 1981. | 1991. | 2001. | 2011. | 2021. |

## Poznati Podoštranjci
- Ivan Šikić (Jungo), začetnik ideje o tunelu kroz Velebit[8]